# أسيس وغالاتيا
أسيس (بالإنجليزية: Acis) هو راع صقلي شاب، يعتبر ابن دیونیسوس. نافس السيكلوب بوليفيموس على حب غالاتیا، فرماه الأخير بصخرة ضخمة وسحقه سحقا. حولت غالاتیا دمه إلى نهر فصار يعرف باسمه، كما جاء في أوفيد (13: 750 - 768).